# جان بابتيست ليوبولد كولن
جان بابتيست ليوبولد كولن هو رسام بلجيكي، ولد في 11 أغسطس 1881 في بروكسل في بلجيكا، وتوفي بنفس المكان في 24 نوفمبر 1961.